# Antonino Pecoraro Lombardo
Antonino Pecoraro Lombardo est un homme politique italien né à Carini le 10 mai 1871, mort à Palerme le 18 janvier 1939.
Député de Palerme, il est sous-secrétaire auprès du ministre des Colonies entre mai 1920 et juin 1921.

## Biographie
Laurea en droit, il est avocat.
Inconnu, il se présente avec l'Union électorale catholique aux élections législatives de 1909 dans la deuxième circonscription de Palerme, face au député sortant Antonio Marinuzzi.
Sa victoire marque le retour d'un représentant des catholiques de Palerme au parlement italien après un demi-siècle d'absence, tandis que le rapprochement entre Giolitti avec les catholiques et une inflexion de la doctrine de l’Église quant à la non participation des catholiques à la vie politique (non expedit) avec la nomination à Palerme de l'archevêque Alessandro Lualdi
Il est également candidat sur la liste catholique lors des municipales de mai 1910 sans être élu.
Lors des élections législatives de 1913, il fait face au radical Empedocle Restivo avec le soutien de l'archevêque et du préfet. Mais il lui manque l'appui des catholiques intransigeants de Giglio Tramonte, sur fond de désaccord sur la ligne éditoriale du journal catholique Corriere di Sicilia, que Pecoraro a soutenu en 1910 quand le titre s'est ouvert aux premiers nationalistes jusqu'à sa suspension après le désaveu du Vatican et sa prise de contrôle par les intransigeants. Restivo l'emporte par 150 voix supplémentaires dans un contexte d'application du suffrage universel masculin, moins favorable à la personnalité plus distante de Pecoraro. En revanche, au scrutin proportionnel de liste en 1919, il est élu sur la liste du Parti populaire italien alors que Restivo est battu, profitant d'une meilleure implantation dans la province.
Sa fille, Maria Concettina  Pecoraro, épouse Franco Restivo, fils d'Empedocle Restivo, qui l'a battu sous l'étiquette radicale lors des Élections législatives italiennes de 1913 dans la deuxième circonscription..